# Allium viridulum
Allium viridulum — вид трав'янистих рослин родини амарилісові (Amaryllidaceae), ендемік Казахстану.

## Поширення
Ендемік сх. Казахстану.